# Onno Ruding

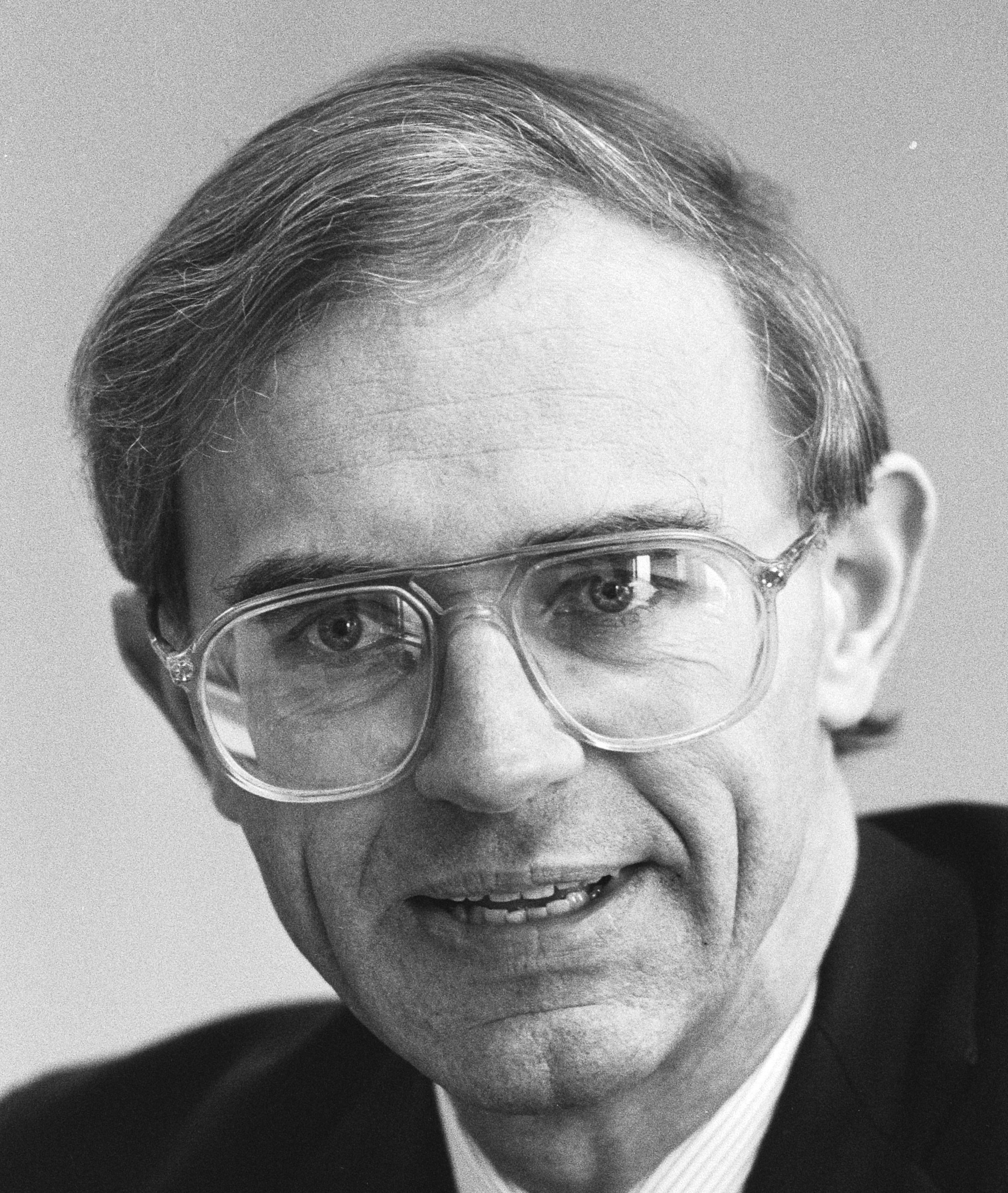
Onno Ruding (1985)

Hermann Onno Christian Rudolf Ruding (* 15. August 1939 in Breda, Provinz Noord-Brabant) war ein niederländischer Bankmanager und Politiker der Katholischen Volkspartei KVP (Katholieke Volkspartij) sowie ab 1980 des Christlich-Demokratischen Aufrufs CDA (Christen-Democratisch Appèl), der unter anderem zwischen 1982 und 1989 Finanzminister war, dessen strikte Sparpolitik zu einer erheblichen Reduzierung der Staatsverschuldung führte. Er war ferner zwischen März 1992 und Januar 2000 Vizepräsident der Citicorp Bank in New York City.

## Leben

### Studium, Beamter im Finanzministerium und Bankmanager
Hermann Onno Christian Rudolf Ruding, Sohn eines Chirurgen, begann nach dem Schulbesuch ein Studium der Wirtschaftswissenschaften an der Niederländischen Wirtschaftshochschule Rotterdam (Nederlandse Economische Hogeschool Rotterdam), der heutigen Erasmus-Universität Rotterdam, und schloss dieses 1964 mit dem Doctoraalexamen ab. Zu seinen Kommilitonen gehörten der spätere Ministerpräsident Ruud Lubbers sowie die Minister Neelie Kroes und Jan Pronk. Während des Studiums schloss er sich der Studentenverbindung Rotterdamsch Studenten Corps (RSC) an, deren Rektor er ein Jahr lang war. Nachdem er zwischen 1964 und 1965 seinen Wehrdienst in den Streitkräften (Nederlandse Krijgsmacht) geleistet hatte, trat er als Mitarbeiter in das Finanzministerium und stieg innerhalb kurzer Zeit zum Leiter der Abteilung Internationale Währungsangelegenheiten auf. 1967 wurde er Mitglied der Katholischen Volkspartei KVP (Katholieke Volkspartij). 1969 schloss er seine Promotion zum Doktor der Wirtschaftswissenschaften mit der Dissertation Naar één geïntegreerde Europese kapitaalmarkt? cum laude ab. 1971 schied er aus dem Staatsdienst aus und wechselte zunächst zur AMRO Bank, ehe er zwischen 1977 und 1980 als Exekutivdirektor des Internationalen Währungsfonds (IWF) tätig war. 1980 kehrte er als Vorstandsmitglied zur AMRO Bank zurück.

### Finanzminister und Mitglied der Zweiten Kammer

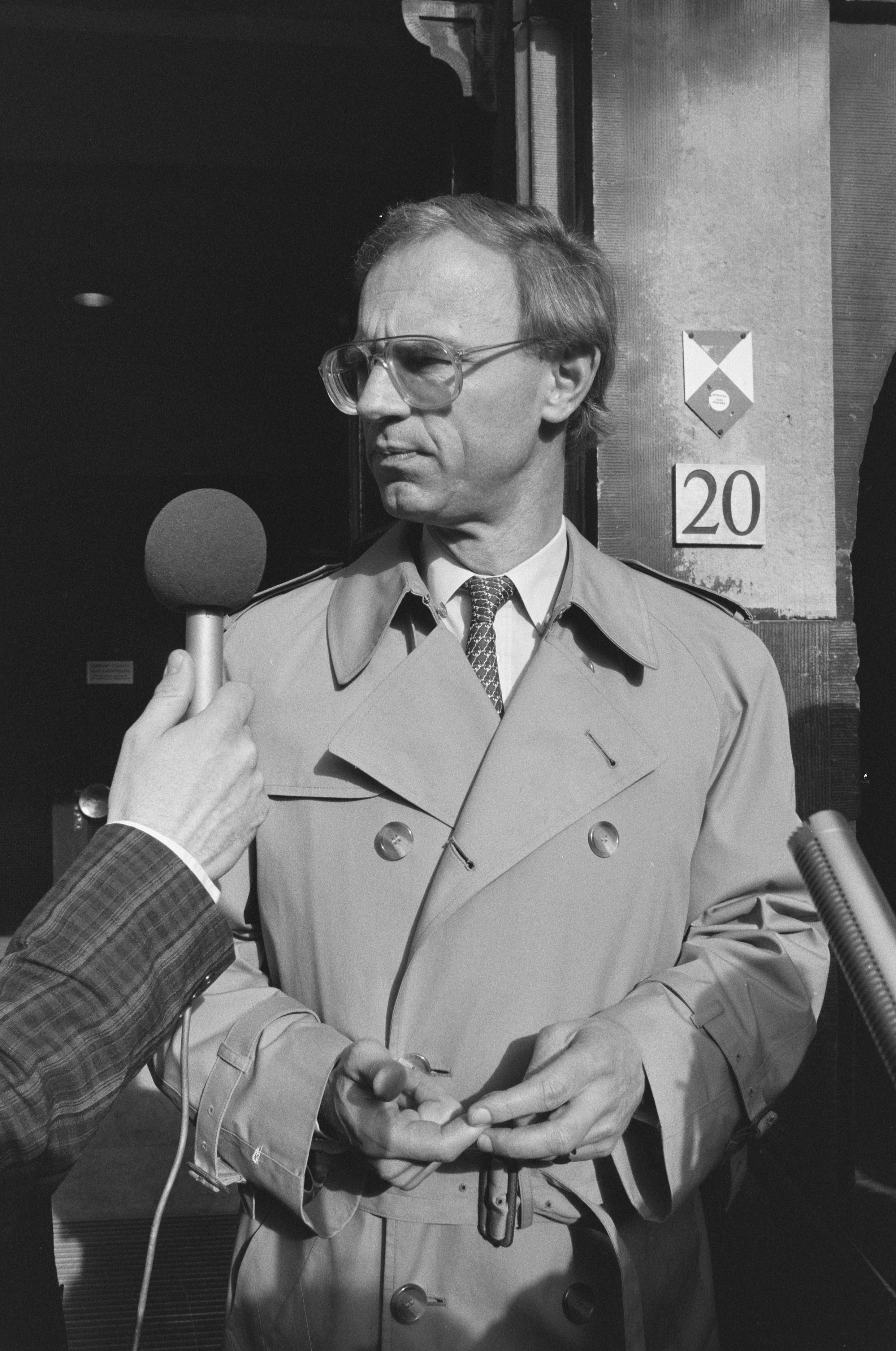
Finanzminister Ruding (14. März 1988).

Am 4. November 1982 übernahm Ruding im ersten Kabinett Lubbers den Posten als Finanzminister (Minister van Financiën) und hatte dieses Ministeramt vom 14. Juli 1986 bis zum 7. November 1989 auch im zweiten Kabinett Lubbers.
1985 führte er ein neues Rechnungsführungssystem in der Zentralregierung ein, wodurch die Verwaltung und Überwachung der Ausgaben durch einzelne Ministerien verbessert wurde. Die Ministerien selbst wurden in erster Linie dafür verantwortlich, Haushaltsüberschreitungen aufzufangen. Jedes Ministerium hat seine eigene Buchhaltungsabteilung. Zwischenzeitlich wurde er am 3. Juni 1986 Mitglied der Zweiten Kammer der Generalstaaten (Tweede Kamer der Staten-Generaal), des Unterhauses des Parlaments (Staten-Generaal), und vertrat in dieser bis zu seiner erneute Berufung zum Minister am 14. Juli 1986 die Interessen des Christlich-Demokratischen Aufrufs CDA (Christen-Democratisch Appèl), der am 11. Oktober 1980 aus einer Fusion von Anti-Revolutionären Partei ARP (Anti-Revolutionaire Partij), Christlich-Historischen Union CHU (Christelijk-Historische Unie) und Katholische Volkspartei KVP (Katholieke Volkspartij) hervorgegangen war. Im Zuge der Kabinettsbildung nach der Wahl wurde er 1986 von der CDA zwar für das Amt des Außenministers nominiert, während der bisherige Außenminister Hans van den Broek Justizminister werden sollte. Da van den Broek das Amt des Justizministers nicht übernommen wollte, kam dieser Ämtertausch jedoch nicht zustande. Im Dezember 1986 kandidierte er für das Amt des Präsidenten des Internationalen Währungsfonds IWF, unterlag aber dem Franzosen Michel Camdessus.
1989 legten er einen Gesetzentwurf zur Abgabe überschüssiger Vermögen von Pensionskassen vor, der vorsah, dass nachhaltige Überschüsse besteuert wurden. Der Gesetzentwurf wurde 2004 vom zweiten Kabinett Balkenende zurückgezogen. 1989 brachte er zusammen mit den Staatssekretären Henk Koning (Finanzministerium) und Louw de Graaf (Ministerium für Arbeit und Soziales) eine umfassende Revision des Steuersystems durch, die sogenannten „Oort-Vorschläge“. 1989 wurde ferner ein Gesetz verabschiedet, das die Änderung der Satzung der Postbank NV genehmigte. Diese Änderung führte zur Aufhebung der Beschränkungen für die Kreditvergabe und andere Formen von Geschäftsdienstleistungen durch die Postbank, die die Devisenvermittlung und die Platzierung von Wertpapieren in Emissionen zu einem Teil ihres Dienstleistungspakets machte. Der Staatsanteil an der Bank wurde reduziert. Ein zweites Gesetz genehmigte die Beteiligung des Staates an der NV, in der die Nederlandsche Middenstandsbank NV und die Postbank NV zusammenarbeiteten. Seine strikte Sparpolitik führte zwar zu einer erheblichen Reduzierung der Staatsverschuldung, allerdings machte diese sowie einige seiner Äußerungen „Arbeitslose würden lieber in der Nähe von Tante Truus wohnen als wegziehen“ (‚Werklozen wonen liever in de buurt van Tante Truus dan te verhuizen‘) ihn bei linken Wählern unbeliebt. Für seine Verdienste wurde er am 20. November 1989 Kommandeur des Ordens von Oranien-Nassau.

### Vizepräsident der Citicorp Bank
Nach seinem Ausscheiden aus der Politik wurde Onno Ruding als Nachfolger von Koos Andriessen am 1. Januar 1990 Vorsitzender des Niederländischen Christlichen Arbeitgeberverbandes NCW (Nederlands Christelijk Werkgeversverbond) und behielt diese Funktion bis zum 21. März 1992, woraufhin Hans Blankert seine Nachfolge antrat. Im Mai 1990 kandidierte er für das Amt des Präsidenten der neu gegründeten Europäische Bank für Wiederaufbau und Entwicklung (EBWE), allerdings wurde der Franzose Jacques Attali gewählt. Daraufhin kehrte er in die Finanzwirtschaft zurück und war zwischen März 1992 und Januar 2000 zunächst Vizepräsident der Citicorp Bank in New York City sowie im Anschluss von Januar 2000 bis zum 1. Oktober 2003 Vertreter der Citicorp Bank in Europa in Brüssel. Im Juni 2008 wurde er Vorsitzender des Beirats der kindorientierten Entwicklungsorganisation Plan Nederland sowie im Oktober 2008 auch Mitglied der europäischen Arbeitsgruppe zur Analyse der internationalen Kreditkrise. Er engagierte sich außerdem als Vorstandsmitglied des Centre for European Policy Studies (CEPS), eine 1983 gegründete europäische Denkfabrik mit Sitz in Brüssel.
Sein Schwiegervater war Chirurg und ärztlicher Direktor eines Krankenhauses in Dekkerswald bei Nijmegen und seine Tante die Schwiegermutter des Politikers Joep de Boer, der zwischen 1977 und 1989 die CDA als Mitglied der Zweiten Kammer vertrat.

## Veröffentlichungen
- Naar één geïntegreerde Europese kapitaalmarkt?, Dissertation, Leiden, H.E. Stenfert Kroses, 1969
- Het gaat om meer dan geld alleen. Artikelen & toespraken, 1992–2002, Verlag Boom, 2003, ISBN 9-053-52887-3
- Balans. Het ging om meer dan geld alleen. Memoires, Amsterdam, Boom, 2020